# QNE
| Sigles de 2 caractères   |
| ► Sigles de 3 caractères |
| Sigles de 4 caractères   |
| Sigles de 5 caractères   |
| Sigles de 6 caractères   |
| Sigles de 7 caractères   |
| Sigles de 8 caractères   |

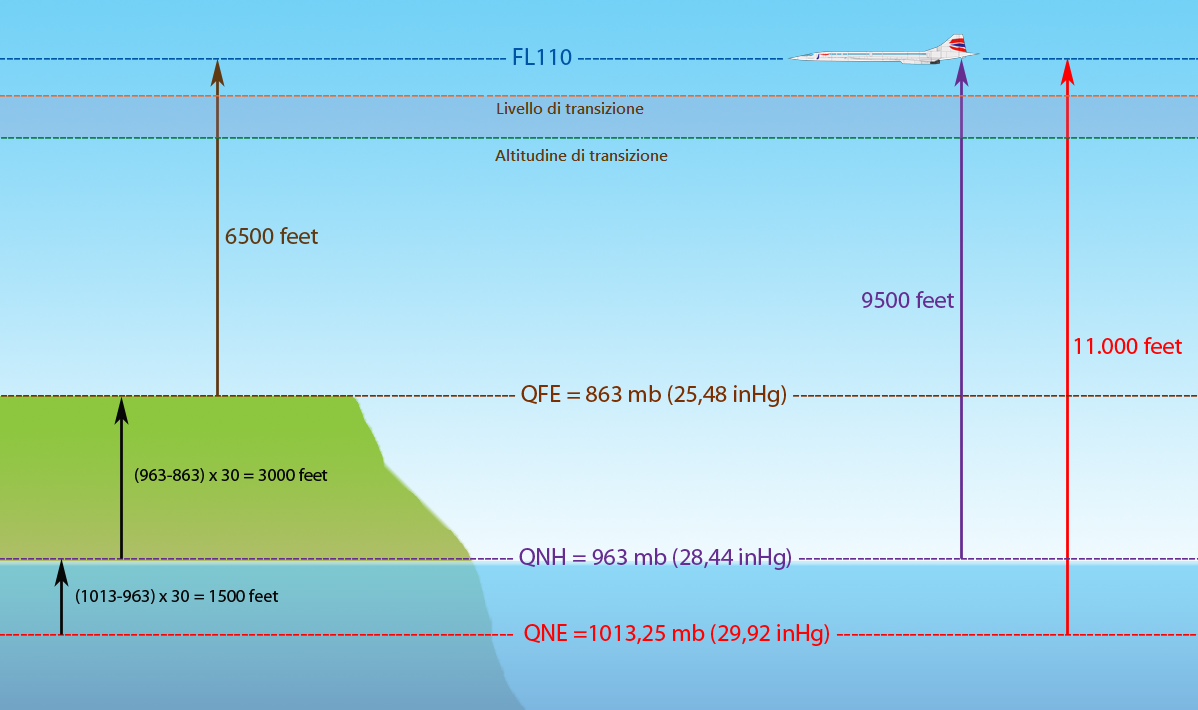
Schéma illustrant la différence entre QNE et QNH

Le QNE est le nom donné à l'altitude d'un aérodrome qui serait affichée par l'altimètre d'un avion se trouvant au sol lorsque le calage altimétrique aura été réglé sur la pression atmosphérique standard normale au niveau de la mer, soit 1 013,25 hPa. Le QNE est l'un des codes Q qui étaient utilisés à l'époque à laquelle les transmissions se faisaient en télégraphie grâce au code Morse.  
Le QNE est une altitude-pression, contrairement au QFE et au QNH qui sont des calages altimétriques dépendant de la pression atmosphérique.
Une fois éloigné du terrain, et après la montée en altitude, le calage standard 1013,25 hPa permet de déterminer le niveau de vol (ou FL, de l'anglais Flight Level), de façon partagée avec les autres avions, afin de mieux éviter des risques de collisions à altitudes identiques. 
L'altitude QNE est parfois utilisée pour l'approche sur des aérodromes d'altitude, quand le calage QFE est trop faible pour être affiché dans la fenêtre de l'altimètre. On doit alors se contenter de pouvoir comparer l'altitude réelle du terrain (si on la connait) avec l'information QNE qui sera communiquée par radio depuis le terrain, ou même d'un autre terrain proche de la région.[pas clair]
Attention le schéma en annexe est trompeur ; il donne à penser que le QNE est l'altitude pression standard (c'est-à-dire l'altitude indiquée sur l'altimètre réglé au 1013.25), alors que c'est l'altitude pression standard du terrain !